# Droga szabatowa
Droga szabatowa – w judaizmie zasięg dozwolonego oddalania się wyznawcy od miejsca zamieszkania podczas trwania szabatu (hebr. tchum szabat). Zakaz wywodzony jest z biblijnego zapisu w Księdze Wyjścia (Wj 16,29): „W dniu siódmym żaden z was niech nie opuszcza swego miejsca zamieszkania”. W Księdze Liczb (Lb 35,5) można odnaleźć zapis określający granice pastwisk lewickich biegnących wokół miast. Mogły się znaleźć w odległości 2000 łokci od centrum miasta. Dystans, którego przekroczenie było zakazane, został po raz pierwszy skodyfikowany w drugiej części Dokumentu Damasceńskiego z Qumran znanego jako „Prawa”. Zdefiniowany został wówczas dystans 1000 łokci, którego nie można było przekroczyć podczas podróży odbywanych podczas szabatu. Autor Dziejów Apostolskich (Dz 1,12) wskazywał, że odległość między Jerozolimą a Górą Oliwną jest równa drodze szabatowej. Późniejsza Miszna Sôţāh (5,3) zezwala na podróż na odległość 2000 łokci. 
W późniejszym okresie zakaz ten był złagodzony i umożliwiał podróż w szabat na dystans ponad przepisane 2000 łokci, ale pod warunkiem, że dana osoba przygotowała jeszcze przed rozpoczęciem szabatu dwa posiłki usytuowane w takim zasięgu od domu, co pozwalało na „rozszerzenie” przestrzeni domowej.